# John Seale
John Clement Seale (Warwick, 5 ottobre 1942) è un direttore della fotografia australiano.

## Filmografia

### Direttore della fotografia

#### Cinema
- Deathcheaters, regia di Brian Trenchard-Smith (1976)
- Fatty Finn, regia di Maurice Murphy (1980)
- Survivor - L'aereo maledetto (The Survivor), regia di David Hemmings (1981)
- Doctors & Nurses, regia di Maurice Murphy (1981)
- Ginger Meggs, regia di Jonathan Dawson (1982)
- Fighting Back, regia di Michael Caulfield (1982)
- Goodbye Paradise, regia di Carl Schultz (1982)
- Careful, He Might Hear You, regia di Carl Schultz (1983)
- La banda della BMX (BMX Bandits), regia di Brian Trenchard-Smith (1983)
- Silver City, regia di Sophia Turkiewicz (1984)
- Witness - Il testimone (Witness), regia di Peter Weir (1985)
- La spiaggia vuota (The Empty Beach), regia di Chris Thomson (1985)
- The Hitcher - La lunga strada della paura (The Hitcher), regia di Robert Harmon (1986)
- Mosquito Coast (The Mosquito Coast), regia di Peter Weir (1986)
- Figli di un dio minore (Children of a Lesser God), regia di Randa Haines (1986)
- Sorveglianza... speciale (Stakeout), regia di John Badham (1987)
- Rain Man - L'uomo della pioggia (Rain Man), regia di Barry Levinson (1988)
- Gorilla nella nebbia (Gorillas in the Mist: The Story of Dian Fossey), regia di Michael Apted (1988)
- L'attimo fuggente (Dead Poets Society), regia di Peter Weir (1989)
- Un medico, un uomo (The Doctor), regia di Randa Haines (1991)
- L'olio di Lorenzo (Lorenzo's Oil), regia di George Miller (1992)
- Il socio (The Firm), regia di Sydney Pollack (1993)
- Cronisti d'assalto (The Paper), regia di Ron Howard (1994)
- Oltre Rangoon (Beyond Rangoon), regia di John Boorman (1995)
- Il presidente - Una storia d'amore (The American President), regia di Rob Reiner (1995)
- L'agguato - Ghosts from the Past (Ghosts of Mississippi), regia di Rob Reiner (1996)
- Il paziente inglese (The English Patient), regia di Anthony Minghella (1996)
- City of Angels - La città degli angeli (City of Angels), regia di Brad Silberling (1998)
- A prima vista (At First Sight), regia di Irwin Winkler (1999)
- Il talento di Mr. Ripley (The Talented Mr. Ripley), regia di Anthony Minghella (1999)
- La tempesta perfetta (The Perfect Storm), regia di Wolfgang Petersen (2000)
- Harry Potter e la pietra filosofale (Harry Potter and the Philosopher's (Sorcerer's) Stone), regia di Chris Columbus (2001)
- Ritorno a Cold Mountain (Cold Mountain), regia di Anthony Minghella (2003)
- L'acchiappasogni (Dreamcatcher), regia di Lawrence Kasdan (2003)
- Spanglish - Quando in famiglia sono in troppi a parlare (Spanglish), regia di James L. Brooks (2004)
- Poseidon, regia di Wolfgang Petersen (2006)
- Prince of Persia - Le sabbie del tempo (Prince of Persia: The Sands of Time), regia di Mike Newell (2010)
- The Tourist, regia di Florian Henckel von Donnersmarck (2010)
- Mad Max: Fury Road, regia di George Miller (2015)
- Tremila anni di attesa (Three Thousand Years of Longing), regia di George Miller (2022)

#### Televisione
- Winners - serie TV, episodio 1x06 (1985)

### Regista
- L'ultimo carico d'oro (Till There Was You) (1991)

## Riconoscimenti

### Premio Oscar
- 1986 - Candidatura alla miglior fotografia per Witness - Il testimone
- 1989 - Candidatura alla miglior fotografia per Rain Man - L'uomo della pioggia
- 1997 - Miglior fotografia per Il paziente inglese
- 2004 - Candidatura alla miglior fotografia per Ritorno a Cold Mountain
- 2016 - Candidatura alla miglior fotografia per Mad Max: Fury Road

### British Academy of Film and Television Arts
- 1986 - Candidatura alla miglior fotografia per Witness - Il testimone
- 1990 - Candidatura alla miglior fotografia per Gorilla nella nebbia
- 1997 - Miglior fotografia per Il paziente inglese
- 2000 - Candidatura alla miglior fotografia per Il talento di Mr. Ripley
- 2004 - Candidatura alla miglior fotografia per Ritorno a Cold Mountain
- 2016 - Candidatura alla miglior fotografia per Mad Max: Fury Road

### Critics' Choice Awards
- 2016 - Candidatura alla miglior fotografia per Mad Max: Fury Road

### Satellite Award
- 1997 - Miglior fotografia per Il paziente inglese
- 2000 - Candidatura alla miglior fotografia per Il talento di Mr. Ripley
- 2016 - Miglior fotografia per Mad Max: Fury Road